# Четеж-при-Стругах
Четеж-при-Стругах (словен. Četež pri Strugah) — поселення в общині Добреполє, Осреднєсловенський регіон, Словенія. 
Висота над рівнем моря: 437,7 м.